# José Munoz Molleda
José Munoz Molleda (født 10. februar 1905 i La Línea de la Concepción - død 26. maj 1988 i Madrid, Spanien) var en spansk komponist, pianist, journalist, jurist og politiker.
Molleda studerede klaver og komposition på Det Kongelige Musikkonservatorium i Madrid hos bl.a. José Tragó og Tomás Bretón.
Han studerede også komposition i Rom hos Ottorino Respighi. Molleda har skrevet en symfoni, orkesterværker, kammermusik, balletmusik, instrumentalværker, filmmusik, korværker etc.

## Udvalgte værker
- Symfoni (i A-mol) (1959) - for orkester
- Goyescas (1942) - filmmusik